# Leptofreya
Genre

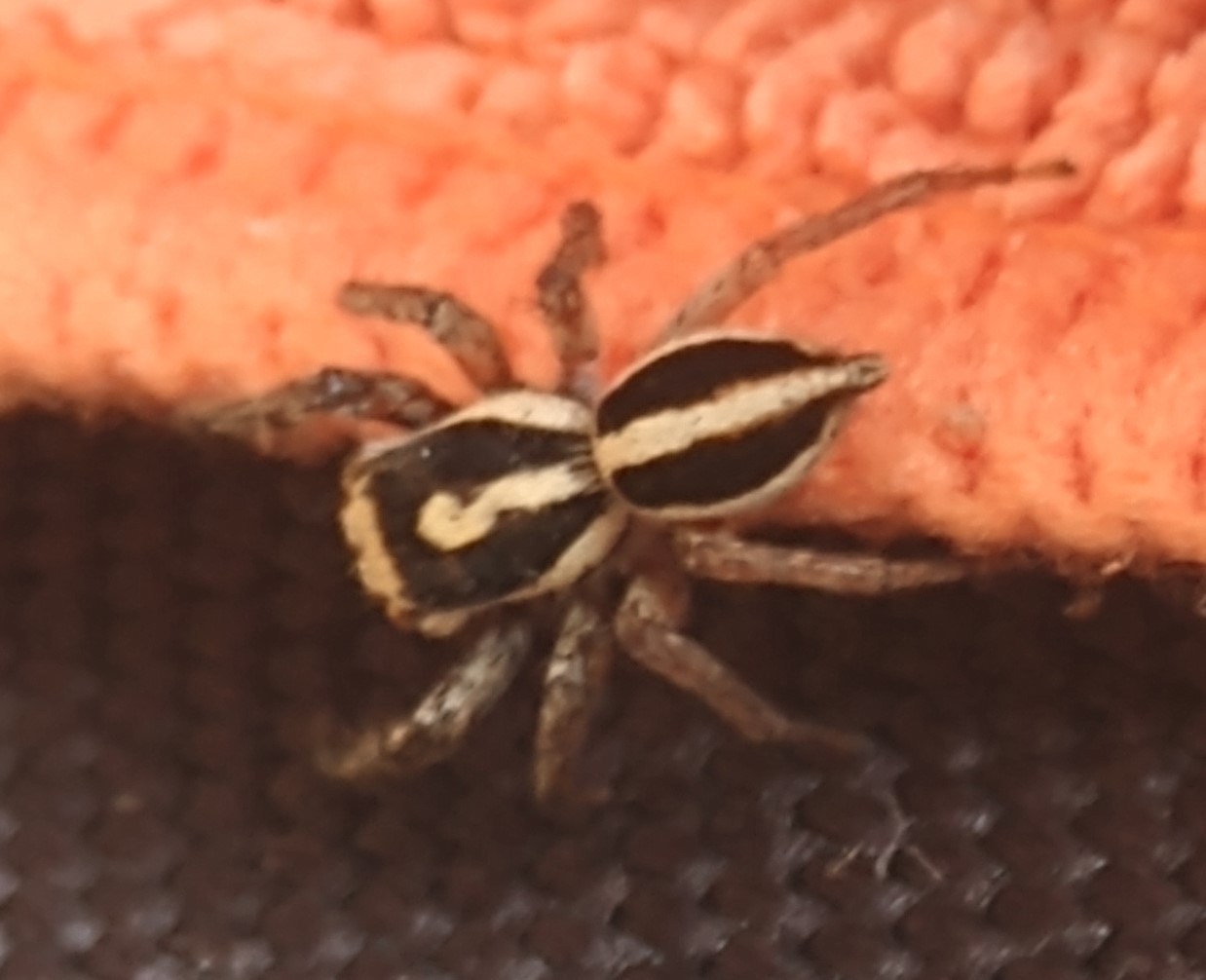

Leptofreya est un genre d'araignées aranéomorphes de la famille des Salticidae.

## Distribution
Les espèces de ce genre se rencontrent en Amérique.

## Liste des espèces
Selon World Spider Catalog (version 18.0, 16/04/2017) :
- Leptofreya ambigua (C. L. Koch, 1846)
- Leptofreya bifurcata (F. O. Pickard-Cambridge, 1901)
- Leptofreya laticava (F. O. Pickard-Cambridge, 1901)
- Leptofreya longispina (F. O. Pickard-Cambridge, 1901)

## Publication originale
- Edwards, 2015 : Freyinae, a major new subfamily of Neotropical jumping spiders (Araneae: Salticidae). Zootaxa, no 4036(1), p. 1-87.